# シッシリ県
シッシリ県(Sissili Province)は、ブルキナファソの中西部地方の県。
2011年の人口は約24.1万人。
県都はレオ。

## 下位行政区画

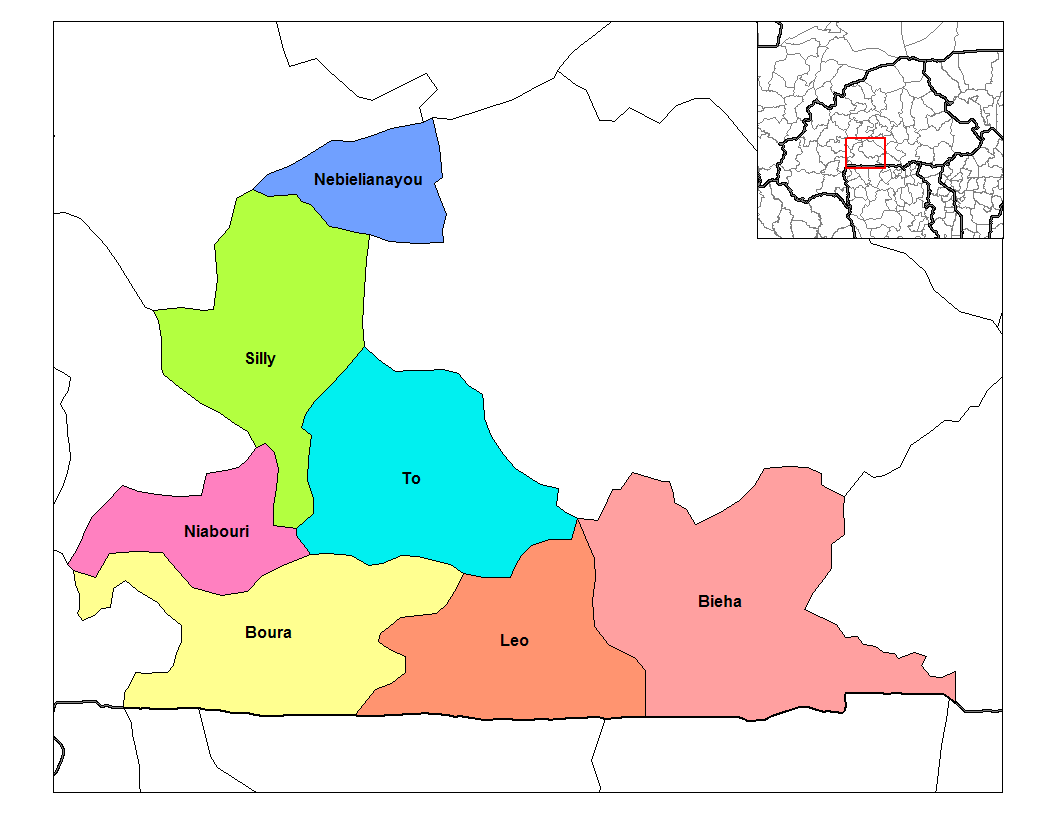
シッシリ県の郡

シッシリ県にはビエハ、ブラ、レオ、Nebielianayou、ニアボリ、シリー、トゥの7つの郡がおかれている。

## 隣接する県
- サンギエ県
- ジロ県
- ナウリ県
- アッパー・ウエスト州 (Sissala East Municipal District, Sissala West District, Lambussie-Karni District)
- イオバ県
- バレ県